# آدم الكسندر
آدم الكسندر (بالإنجليزية: Adam Alexander)‏ هو صحفي أمريكي، ولد في 11 يوليو 1973 في إنديانابوليس في الولايات المتحدة.